# Daniel Deronda
Daniel Deronda è un romanzo di George Eliot pubblicato la prima volta nel 1876. È l'ultimo romanzo completato dall'autrice ed è l'unico a essere ambientato nella società vittoriana a lei contemporanea. È insieme satira sociale e ricerca morale, con una presentazione positiva delle idee ebraiche proto-sioniste e cabalistiche, che ha reso controverso il giudizio finale su uno dei nomi più importanti della letteratura vittoriana.
Dal romanzo sono stati tratti tre film (un film muto e due per la televisione). Il romanzo è stato anche adattato per il teatro come, in particolare, in una produzione degli anni Sessanta del 69 Theatre Company di Manchester, con Vanessa Redgrave nella parte di Gwendolen Harleth.

## Trama
La trama di Daniel Deronda segue due filoni principali, uniti dal personaggio che dà il titolo al romanzo. Il racconto inizia con il misterioso incontro di Daniel Deronda e Gwendolen Harleth in una città tedesca. Daniel è allo stesso tempo attratto e insospettito dalla bella, testarda ed egoista Gwendolen, che davanti a lui perde tutte le sue vincite a un gioco di roulette. Il giorno seguente Gwendolen riceve una lettera da sua madre che le dice della rovina economica della famiglia e la scongiura di tornare a casa. Disperata per aver perso tutti i suoi soldi, Gwendolen decide di impegnare una delle sue collane e vuole giocare di nuovo alla roulette per rifarsi dei soldi perduti. In un momento fatidico, però, un portiere le riporta la collana e lei capisce che in qualche modo Deronda l'ha vista impegnare la collana e l'ha riscattata per lei. Da questo punto in poi, la trama si interrompe e ci sono due flashback separati, uno sulla storia di Gwendolen Harleth e uno su quella di Daniel Deronda.
Gwendolen e la sua famiglia si trasferiscono in un nuovo quartiere dopo la morte del patrigno di Gwendolen. È qui che lei incontra Henleigh Grandcourt, un uomo taciturno e autoritario che chiede la sua mano poco dopo averla conosciuta. In un primo momento Gwendolen accetta le sue avances, ma alla fine fugge via (nella città tedesca dove incontra Deronda) avendo scoperto che Grandcourt ha avuto dei figli dalla sua amante, Lydia Glasher. Questa parte del romanzo ritrae Gwendolen come una figlia altezzosa, egoista ma affezionata, ammirata per la sua bellezza ma guardata con sospetto in società a causa delle sue osservazioni ironiche e per il suo comportamento in certo modo autoritario. Gwendolen è anche soggetta ad attacchi di terrore che scuotono il suo contegno solitamente calmo e controllato.
Deronda è stato allevato da un ricco gentiluomo, Sir Hugo Mallinger. Il suo rapporto con Sir Hugo è ambiguo e tutti, compreso lo stesso Deronda, pensano che Deronda sia il figlio illegittimo di Sir Hugo, ma nessuno lo sa con certezza. Deronda è un giovane uomo allegro e compassionevole che non sa che cosa fare nella vita e questo è un tasto dolente per lui e Sir Hugo, il quale vuole farlo entrare in politica. Un giorno, mentre è su un battello sul Tamigi, Deronda salva una donna povera ma bella, Mirah Lapidoth, che sta tentando di suicidarsi. Deronda la porta a casa dei suoi amici e scopre che Mirah è una cantante. Mirah è arrivata a Londra senza un soldo per cercare la madre e il fratello dopo essere scappata da suo padre, il quale l'aveva rapita quando era bambina e costretta a entrare in un gruppo di attori. Alla fine lei scappa perché temeva che il padre stesse progettando di venderla a un suo amico. Commosso dal suo racconto, Deronda decide di aiutarla a trovare la madre e il fratello e così viene introdotto nella comunità ebraica di Londra. Mirah e Daniel diventano intimi e Daniel, preso dai suoi sentimento per Mirah, parte per raggiungere Sir Hugo in Germania, nella città dove incontra Gwendolen per la prima volta.
A questo punto finisce il racconto in flashback e si torna alla narrazione principale. Gwendolen torna a casa dalla Germania perché la sua famiglia ha perso tutto e si trova in una situazione economica disastrosa. A Gwendolen non piace l'idea del matrimonio, l'unico modo in cui una donna può trovare la sicurezza economica, allora cerca di trovare lavoro come cantante o attrice. Quando un famoso musicista le dice che non ha talento, Gwendolen decide di cercare lavoro come governante. Ma si rende conto di non poter vivere come una governante impoverita e allora, per salvare se stessa e la famiglia dalla povertà, sposa il ricco Grandcourt, nonostante la promessa fatta all'amante di lui di non sposarlo e temendo che quel matrimonio sia uno sbaglio.
Deronda continua a cercare la famiglia di Mirah e incontra Mordecai, un sognatore malato di tubercolosi. Mordecai dichiara appassionatamente il suo desiderio che il popolo ebraico conservi un'identità nazionale e che un giorno sia restaurata la "Terra Promessa". Visto che sta morendo, Mordecai vuole che Daniel sia il suo erede intellettuale, continui a inseguire il suo sogno e diventi un sostenitore del popolo ebraico. Nonostante sia fortemente attratto da Mordecai, Daniel esita a impegnarsi per una causa che non sembra avere nessuna relazione con la sua identità. Il desiderio di Daniel di abbracciare la visione di Mordecai diventa più forte quando scopre che Mordecai è proprio il fratello che Mirah sta cercando. Però Daniel non è ebreo e non riesce a far coincidere il suo affetto e il suo rispetto per Mordecai con una vita dedicata alla difesa del popolo ebraico.
Nel frattempo Gwendolen è stata schiacciata emotivamente dal marito, crudele e autoritario. È angosciata dal pensiero di aver tolto qualcosa, con il suo matrimonio, ai figli di Lydia Glasher. Il giorno del matrimonio Lydia maledice Gwendolen e le predice che soffrirà a causa di quel matrimonio. È per questo che Gwendolen vive nella paura e nel terrore. In tutto questo periodo Gwendolen e Deronda si incontrano regolarmente e ogni volta Gwendolen riversa le sue angosce su Daniel. Durante un viaggio in Italia, Grandcourt cade dalla nave e muore. Gwendolen era presente all'incidente e si sente in colpa per aver desiderato a lungo la morte del marito e per aver esitato a salvarlo. Deronda, anche lui in quel momento in Italia per incontrare sua madre (della cui esistenza alla fine Sir Hugo gli ha parlato), può consolare Gwendolen e la consiglia sul da farsi. Gwendolen spera di avere un futuro con Daniel, ma lui invece la spinge verso una strada di rettitudine e giustizia, aiutando gli altri e alleviando così il proprio dolore.
Deronda incontra sua madre, una famosa cantante lirica di cui Sir Hugo un tempo era innamorato. La donna gli dice di essere figlia di un rabbino e di essere stata costretta a sposare un altro rabbino nonostante il suo odio per la rigida educazione ricevuta nel solco della tradizione ebraica. Daniel era il prodotto di quella unione e, alla morte di suo marito, la donna aveva implorato il devoto Sir Hugo di allevare suo figlio come un gentiluomo inglese, che non doveva mai sapere di essere ebreo. Scoperte le sue vere origini, Daniel finalmente accetta i suoi sentimenti e, tornato in Inghilterra, dichiara il suo amore a Mirah. Daniel si impegna a diventare il discepolo di Mordecai e, subito dopo il matrimonio di Daniel e Mirah, Mordecai muore assistito da Daniel e Mirah. Prima di sposare Mirah, Daniel va da Gwendolen e le parla delle sue origini, della sua decisione di andare in Palestina (per desiderio di Mordecai) e le dice che sta per sposare Mirah. Gwendolen è devastata dalla notizia ma giunge a una svolta nella sua vita, una svolta che le fa dire, finalmente, "io voglio vivere". Sotto la guida di Daniel Gwendolen decide di vivere in modo altruistico. Manda una lettera a Daniel il giorno del suo matrimonio e gli dice di non pensare alla sua tristezza ma che lei sarà una persona migliore per aver conosciuto lui. Poi gli sposi partono per la Palestina per capire che cosa possono fare per restaurare la nazione ebraica.

## Personaggi del romanzo
- Daniel Deronda — Pupillo del ricco Sir Hugo Mallinger, eroe eponimo del romanzo, Deronda ha un'inclinazione ad aiutare gli altri a sue spese. All'inizio del romanzo Deronda non è riuscito a ottenere una borsa di studio per Cambridge per aver aiutato un amico in difficoltà, ha viaggiato all'estero e ha appena cominciato gli studi giuridici. Si interroga spesso sulla sua nascita e si chiede se sia o no un gentiluomo. Quando viene introdotto nella comunità ebraica, Deronda comincia a identificarsi sempre più con la loro causa parallelamente alle sue scoperte circa le sue origini. Per la storia di Deronda, la Eliot in parte si ispira alla storia di Mosè. Come Mosè, allevato come egiziano per poi guidare il suo popolo verso la Terra Promessa, così Deronda è un ebreo allevato come gentiluomo inglese che alla fine del romanzo abbraccia lo stesso progetto. Il nome di Deronda indica presumibilmente che i suoi antenati vivevano in Spagna, nella città di Ronda, prima dell'espulsione degli ebrei dalla Spagna nel 1492.
- Gwendolen Harleth — La bella figlia viziata di una vedova.[1] Molto corteggiata dagli uomini, Gwendolen ama flirtare ma in definitiva pensa solo a se stessa. All'inizio del romanzo la sua famiglia si trova in una situazione economica difficilissima e Gwendolen si vede costretta a trovare un impiego come governante per mantenere se stessa e la sua famiglia. Cercando una via d'uscita, Gwendolen prova a diventare attrice e cantante, ma il musicista Herr Klesmer le dice che ha cominciato troppo tardi, che non sa che cosa significhi il lavoro duro, l'esercizio e il sacrificio. Gwendolen allora sposa l'autoritario e crudele Henleigh Grandcourt, anche se non lo ama. Disperatamente infelice, Gwendolen cerca l'aiuto di Deronda, che sembra offrirle comprensione, supporto morale e la possibilità di una via d'uscita dal suo senso di colpa e dal suo dolore. Come studio psicologico di una persona immatura che cerca di capire se stessa e gli altri attraverso la sofferenza, Gwendolen rappresenta il culmine dell'opera della Eliot e il vero cuore del romanzo. Il critico letterario F.R. Leavis riteneva che il romanzo sarebbe stato perfetto senza la parte relativa al tema ebraico, con un nuovo titolo, Gwendolen Harleth. In effetti, anche se Deronda dà il titolo al romanzo, Gwendolen nel romanzo ha uno spazio maggiore rispetto a Deronda stesso.
- Mirah Lapidoth — Una bella ragazza ebrea nata in Inghilterra ma rapita dal padre quando era bambina per viaggiare in tutto il mondo come cantante. Quando capisce che il venale padre vuole farla diventare l'amante di un nobile europeo in cambio di soldi, di cui ha bisogno per il suo vizio del gioco, Mirah fugge in Europa, a Londra, per cercare la madre e il fratello. Quando arriva a Londra trova la vecchia casa distrutta e nessuna traccia della sua famiglia. Disperata, tenta il suicidio. Salvata da Daniel, è assistita dagli amici di lui mentre le cercano la famiglia e un lavoro per mantenersi.
- Henleigh Mallinger Grandcourt — Un uomo ricco, autoritario, sposa Gwendolen Harleth e poi comincia a opprimerla emotivamente. Ha un'amante, Lydia Glasher, dalla quale ha avuto dei figli senza sposarla. Aveva promesso a Lydia di sposarla quando il marito di Lydia era morto, ma rinnega la sua promessa per sposare Gwendolyn.
- Sir Hugo Mallinger — Un ricco gentiluomo; quando era giovane era innamorato della diva della lirica Maria Alcharisi e aveva accettato, per suo amore, di allevare il figlio di lei, Daniel Deronda.
- Lush — Il socio servile di Henleigh Grandcourt. Lui e Gwendolen provano antipatia l'uno per l'altra sin dal primo momento.
- Lydia Glasher — Amante di Henleigh Grandcourt, una donna caduta che ha lasciato il marito e ha avuto dei figli da Grandcourt. Lydia affronta Gwendolen nel tentativo di persuaderla a non sposare Grandcourt e di proteggere l'eredità dei suoi figli. Per punire entrambe le donne, Grandcourt prende i diamanti di famiglia che aveva dato alla Glasher e li dà a Gwendolyn, costringendola perfino a indossarli, nonostante questa sappia che i diamanti erano appartenuti all'amante di lui.
- Ezra Mordecai Lapidoth — Fratello di Mirah. Un giovane ebreo sognatore, malato di tubercolosi che diventa amico di Daniel Deronda e gli insegna tutto sull'ebraismo. Cabalista e proto-sionista, Mordecai vede in Deronda il suo successore spirituale e lo ispira a inseguire il suo sogno di creare una patria per gli ebrei in Palestina. Il suo nome deriva dal personaggio biblico Mardocheo, che salva gli ebrei dalle trame di Amàn nel Libro di Ester
- Herr Klesmer — Un musicista ebreo tedesco della cerchia sociale di Gwendolyn Harleth; Klesmer sposa Catherine Arrowpoint, una ragazza ricca amica di Gwendolyn. È lui che consiglia a Gwendolen di non cercare una carriera sul palcoscenico. Personaggio forse ispirato in parte a Franz Liszt.
- Contessa Maria Alcharisi — Madre di Daniel Deronda. Figlia di un rabbino, soffre a causa del prepotente padre, che la vede solo some futura generatrice di figli ebrei. Per accontentarlo, Mirah accetta di sposare un religioso, suo cugino, sapendo che lui l'adora e che le farà fare quello che vuole dopo la morte di suo padre. Quando il padre di Mirah muore, Mirah diventa un'attrice e cantante famosa. Dopo la morte di suo marito, affida suo figlio a Sir Hugo Mallinger per allevarlo come un gentiluomo inglese, libero da tutti gli svantaggi che lei ha sofferto come ebrea. In seguito comincia a perdere la voce, si converte al Cristianesimo per sposare un nobile russo. Poi recupera la voce e si pente amaramente di aver abbandonato la sua vita di artista. Gravemente ammalata, comincia a temere di essere punita per aver disatteso le aspettative di suo padre sulla sua discendenza. Contatta Daniel attraverso Sir Hugo, gli chiede di incontrarla a Genova, dove si trova con la scusa di consultare un dottore. Il loro incontro in Italia è una delle scende più importanti del romanzo. Poi dice a Deronda dove ritrovare una cassa piena di documenti importanti sulla sua origine ebraica, raccolti da suo padre.

### Sionismo ebraico nel romanzo
Daniel Deronda è composto da due storie intrecciate e presenta due mondi che non sono mai completamente riconciliati. C'è il mondo alla moda, dell'aristocrazia inglese di Gwendolen Harleth e la meno nota società-nella-società popolata dagli ebrei, particolarmente da Mordecai (o Ezra) Cohen e sua sorella, Mirah. A metà tra questi due mondi c'è Daniel, che gradualmente si identifica con la parte ebraica via via che capisce il mistero della sua nascita e approfondisce i suoi rapporti con Mordecai e Mirah. Nel romanzo la spiritualità, la coerenza morale e il senso della comunità dei personaggi ebrei sono messi positivamente a confronto con la società inglese materialista, filistea e largamente corrotta. Sembra essere sottinteso che i valori morali ebraici mancano nella più ampia società inglese.
Daniel è idealista, generoso e saggio. Per conferire sostanza a questo personaggio, la Eliot dovette affidargli uno scopo nobile. Alla luce delle idee ebraiche dell'epoca, il sionismo sarebbe potuto sembrare strano per questo scopo. Ma la Eliot aveva cominciato a interessarsi alla cultura ebraica attraverso la sua conoscenza del mistico ebreo, docente e universitario e proto-sionista Immanuel Oscar Menahem Deutsch. L'ispirazione per il romanzo derivò in parte dal desiderio della Eliot di correggere l'ignoranza e il pregiudizio degli inglesi nei confronti degli ebrei. La storia di Mordecai viene facilmente messa in secondo piano dalla storia glamour e appassionata di Gwendolen, però costituisce la chiusura del romanzo. Le idee politiche di Mordecai, in parte basate su Immanuel Deutsch, formano il nucleo centrale del messaggio del romanzo, proprio come la politica di Felix Holt costituiscono l'elemento centrale intellettuale del suo romanzo. In una scena chiave in Daniel Deronda, Deronda segue Mordecai in una taverna dove Mordecai incontra altri filosofi squattrinati per scambiare le loro idee. Segue un lungo discorso in cui Mordecai delinea il suo sogno di una patria per gli ebrei dove, lui spera, potranno prendere il loro posto tra le nazioni del mondo per il bene di tutti.
Si deve ricordare che a quel tempo gli idealisti di tutta Europa erano coinvolti nelle correnti nazionalistiche dell'epoca. Daniel Deronda è ambientato negli anni della epocale Battaglia di Sadowa, l'inizio della fine dell'egemonia austriaca in Europa. Così la Eliot collega deliberatamente gli eventi del romanzo a importanti avvenimenti storici. I movimenti di unità nazionale e di auto-determinazione si stavano formando in Germania e in Italia ed erano visti come forze progressiste in contrasto con i vecchi regimi reazionari degli imperi come quelli dall'Austria-Ungheria e della Russia. L'entusiasmo della Eliot per la causa sionista dovrebbe essere considerata in questo contesto. Si desume che per la Eliot si trattasse di correggere un'ingiustizia storica in un'epoca in cui gli elementi progressisti consideravano la liberazione nazionale come positiva.

### Cabala nel romanzo
Grande influenza nel romanzo ha la tradizione mistica ebraica nota come Cabala, a cui si fa riferimento diretto nel testo (cfr pagina 406 edizione Oxford University Press ISBN 0-19-281787-6, capitolo 38 in tutte le edizioni). Mordecai descrive se stesso come la reincarnazione dei mistici ebraici della Spagna e dell'Europa e crede che il suo sogno sia la realizzazione di un antico desiderio del popolo ebraico. Molti incontri tra Mordecai e Deronda sono descritti in termini semi-mistici (l'incontro di Mordecai con Deronda sul fiume Tamigi). L'inclusione di questo palese misticismo è straordinario nell'opera di una scrittrice che, per molti, incarna gli ideali dell'umanesimo liberale e secolare dell'epoca vittoriana.
Daniel Deronda è pieno di riferimenti a un immaginario spirituale, archetipico e mitologico, dal cabalismo di Mordecai all'incontro di Lydia Glasher con Gwendolen tra un gruppo di pilastri di pietra e la reazione di Gwendolen all'immagine di un uomo morente. Di tutti i romanzi dell'epoca vittoriana, il misticismo intrinseco di Daniel Deronda e la sua analisi della fede religiosa come forza progressista nella natura umana avvicina l'autrice alle opere di Dostoevskij.

## Edizioni italiane
- Daniel Deronda, traduzione di Cesare Olivetti, 3 voll., Roma, Stabilimento Tipografico Italiano, 1882-1884.
- Daniel Deronda, traduzione di O. Crosio, Collezione I Classici Classici, Milano, Frassinelli, 1996, ISBN 978-88-768-4410-2.
- Daniel Deronda, traduzione di Sabina Terziani, Collana Le strade, Roma, Fazio, 2018, ISBN 978-88-932-5340-6.

## Adattamenti

### Cinema
- Daniel Deronda, film muto britannico diretto da Walter Courtney Rowden (1921)

### Televisione
- Daniel Deronda, miniserie televisiva britannica in 6 puntate, diretta da Joan Craft (1970)
- Daniel Deronda, miniserie televisiva britannica in 3 puntate, diretta da Tom Hooper (2002)